# 俺の背中に陽が当る
『俺の背中に陽が当る』（おれのせなかにひがあたる）は、1963年（昭和38年）に公開された日本映画である。中平康が監督を、浜田光夫、吉永小百合が主演を務めた。

## キャスト
- 朝子：吉永小百合
- 滋：浜田光夫
- 青島：小高雄二
- 黒木：深江章喜
- 前田：佐野浅夫
- 白木：下絛正巳
- 山田：安部徹
- 小谷：北見治一
- エマ：楠侑子
- 出納係：弘松三郎
- 英世：梅野泰靖
- 磯部：河上信夫(河上喜史朗)
- 刑事A：宮阪将嘉
- 兼吉：浜村純
- 赤岩：小野良
- つや：三崎千恵子
- 瞳：星ナオミ
- 芳ッちゃん：野呂圭介
- 坂本：玉村駿太郎
- 部長刑事：鈴木瑞穂
- 刑事B：杉江弘(杉江廣太郎)
- 社員：花村彰則
- 刑事C：新田昌玄
- 刑事D：宮原徳平
- アパートの住人：紀原土耕
- テリー：亀山靖博
- 英ちゃん：榎木兵衛
- 透：平田重四郎
- 洋二：木下雅弘
- 白木の子分：黒田剛
- ピンゾロ松：光沢でんすけ
- トニー：近江大介
- 白木の子分：瀬山孝司
- 消防士：久遠利三
- アパートの住人：二木草之助
- 社員：川村昌之
- 消防士：英原穣二
- 坂本の妻：鈴村益代
- 社員：谷川玲子
- アパートの住人：高山千草
- 山田：辻野房子(萩玲子)
- 銀行員：渡辺節子
- 白木の子分：沢美鶴
- 浩：石崎克巳
- 坂本の同僚：糸賀晴雄
- 俊夫：小沢直好
- 康夫：佐藤公明
- パシフィック興業配下：浜口竜哉、安西拓人、式田賢一
- 山崎雄二
- 林晴生
- 技斗：渡井嘉久雄
- 麻生：山内明
- 健三：内田良平
- 幸子：南田洋子
- 以下ノンクレジット
- デパートのレストランの従業・大東トルコの受付：中庸子
- デパートのレストランの客：菅原義夫
- 坂本の同僚：立川博、織田俊彦、本目雅昭、藤井昭雄、岩手征四郎、会田為久、志方稔
- ビルの中の学習机を物色する和服の女：宮沢尚子
- 事務員：水城英子
- 大川運送従業員：村上和也、倉田栄三、田畑善彦
- 料亭の仲居：水森久美子、和田美登里(和田美登里)
- マンションの隣人：進千賀子
- マンションの住人：雨宮美智子
- 刑事：小柴隆(小柴尋詩)、大路達三
- 賭場の中盆：笛田直一
- 賭場の客：市原久照(市原久)、山岡正義
- アパートの住人：山本衣都子(山本トミ)
- 洋品店店員：武内悦子
- 山村小鳥店主人：吉田勇男(吉田朗人)
- トルコの受付の男：新村猛
- 窓に落書きする男：二階堂郁夫
- 警官：阪井幸一朗
- 経理課員：森みどり、緒方葉子、中平哲弥(中平哲仟)、加納敬子(加納千嘉)、小島忠夫
- 銃撃戦に慌てる通行人：新井麗子、八代康二
- 刑事：久松洪介、藤沢健男、秋山耕志
- 医者：玉井謙介、緑川宏

（ストーリー）
俺の背中に陽が当る  映画-Movie Walker
https://press.moviewalker.jp/mv20858/